# Helictopleurus rubricollis
Helictopleurus rubricollis là một loài bọ cánh cứng trong họ Bọ hung (Scarabaeidae).